# 3,3-dimetilpentano
El 3,3-dimetilpentano es un alcano de cadena ramificada con fórmula molecular C7H16.

## Preparación
Un método para producir 3,3-dimetilpentano consiste en hacer reaccionar cloruro de terc-amilo (CH3CH2(CH3)C2Cl) con propionaldehído, produciendo 3,3-dimetilpentan-2-ol. A continuación se deshidrata para producir 3,3-dimetilpent-2-eno, que al hidrogenarse produce algo de 3,3-dimetilpentano, pero también 2,3-dimetilpentano.

## Propiedades
En 1929, Graham Edgar y George Calingaert fabricaron 3,3-dimetilpentano y midieron sus características físicas por primera vez. Las mediciones se realizaron a 20 °C, no en las condiciones estándar utilizadas posteriormente.
Para el 3,3-dimetilpentano midieron una densidad de 0,6934 a 20 °C con una tasa de cambio Δd/ΔT de 0,000848. La constante dieléctrica es de 1,940. El índice de refracción a 20° es de 1,39114. La compresibilidad adiabática es de 0,00011455 y la isotérmica de 0,00014513 atmósferas. La velocidad del sonido es de 1,1295 km/s. El coeficiente de dilatación térmica es de 0,002467/°. La tensión superficial es de 19,63 dinas/cm. La viscosidad es de 0,00454. El calor de combustión es de 11470 cal/g, muy similar al de otros heptanos.